# كلويد الغربية (دائرة انتخابية في المملكة المتحدة)
كلويد الغربية (بالإنجليزية: Clwyd West)‏ هي إحدى الدوائر الانتخابية في المملكة المتحدة الممثلة في مجلس العموم في برلمان المملكة المتحدة.
عضو البرلمان الذي يمثلها حالياً هو :Mr David Jones (Con).